# شمع الفربيون
شمع الفربيون هو شمع مشتق من أوراق شجيرة الفربيون الصغيرة الأصلية في شمال المكسيك وجنوب غرب الولايات المتحدة. لونه بني مائل للصفرة، ويمتاز بالقساوة، الهشاشة، الرائحة العطرية ومعتم إلى نصف شفاف.

## الاستخدامات
يستخدم الشمع في الغالب ممزوجًا بشموع أخرى لتصلبها دون رفع درجة انصهارها. كمادة مضافة للغذاء، يحوي شمع الشمعدان على الرقم E E 902 ويستخدم كعامل تزجيج. يستخدم أيضًا في صناعة مستحضرات التجميل كعنصر من مكونات مرطب الشفاه وألواح اللوشن. أحد استخداماته الرئيسة هو مادة رابطة لمضغ العلكة.
يمكن استخدام شمع الكانديللا كبديل لشمع كرنوبا وشمع العسل. كما أنها تستخدم لصنع الورنيش.